# Tull (Arkansas)
Tull é uma cidade  localizada no estado americano de Arkansas, no Condado de Grant.

## Demografia
Segundo o censo americano de 2000, a sua população era de 358 habitantes.
Em 2006, foi estimada uma população de 372, um aumento de 14 (3.9%).

## Geografia
De acordo com o United States Census Bureau, a localidade tem uma área de 8,9 km², sem área coberta por água. Tull localiza-se a aproximadamente 107 m acima do nível do mar.

## Localidades na vizinhança
O diagrama seguinte representa as localidades num raio de 16 km ao redor de Tull.